# Sky One
Sky One è stato un canale televisivo britannico disponibile nella piattaforma televisiva satellitare a pagamento edita da Sky UK, filiale britannica del gruppo Sky.

## Storia
Sky One è stato lanciato il 26 aprile 1982 come Satellite Television Ltd, è stato il primo canale via cavo e satellitare in Europa e in origine trasmetteva dall'Orbital Test Satellite per tutti gli operatori del continente. Le recensioni negative dei paesi europei che avevano il servizio disponibile, hanno causato dei gravi problemi economici all'azienda e hanno portato ad una campagna pubblicitaria remunerativamente insufficiente, incapace di ricoprire gli alti costi di trasmissione.
Il 27 giugno 1983, i soci di Satellite Television hanno accettato un'offerta di 5 milioni di sterline da parte di News International (ora News UK), in cambio del 65% della società. Murdoch ha esteso le ore di trasmissione e il numero di paesi che potevano riceverla, incluso il Regno Unito. Il 16 gennaio 1984 il canale è stato rinominato Sky Channel.
Il 22 maggio 2006 ha iniziato le trasmissioni Sky One HD, una versione ad alta definizione del canale, trasmessa in simulcast.
A luglio 2021, Sky UK ha annunciato un rinnovamento dell'offerta che avrebbe portato alla chiusura di Sky One a partire dal 1º settembre successivo: il posto di Sky One è stato preso da Sky Max, che ha ereditato l'offerta d'intrattenimento generale dal predecessore mentre, affiancato a quest'ultimo, ha debuttato il nuovo canale Sky Showcase, il quale propone il meglio dei programmi dei canali d'intrattenimento Sky.

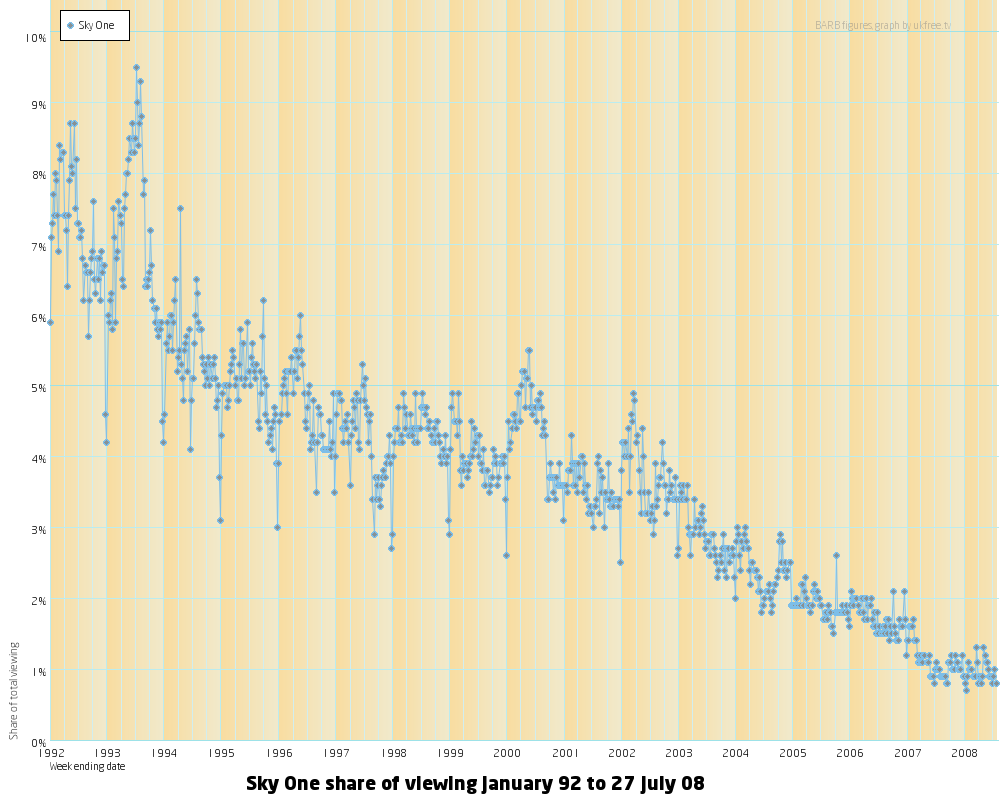
Lo share di Sky One dal 1992 al 2008. Il picco è stato del 9.5% il luglio 1993, l'attuale è 0.9%